# Mefedrona
La mefedrona [(±)-2-metilamino-1-p-tolilpropan-1-ona] també coneguda com a 4-metilmetcationona (4-MMC), 4-metilefredona, meow meow, Miaow, o MMCAT, és una substància de síntesi química similar a l'amfetamina i que es comercialitza legalment a través d'Internet com a fertilitzant de plantes. Però que s'utilitza com a droga principalment euforitzant i dona al·lucinacions i pot provocar infarts. És il·legal en alguns països.

## Presentació
La mefedrona pot presentar-se en pols, amb un aspecte blanc o groguenc, o en píndoles. que és com habitualment es ven per internet.